# Lawrence Block
Pour les articles homonymes, voir Block.
Lawrence Block, né le 24 juin 1938 à Buffalo (New York), est un écrivain américain de roman policier.

## Biographie
Pendant ses études au Antioch College de Yellow Springs dans l'Ohio, il est aussi rédacteur et directeur de collection.
À partir de 1957, il se lance  dans l'écriture de nouvelles policières et de romans sexy. Il abandonne ce dernier genre au milieu des années 1960 pour se consacrer au roman policier et au roman d'espionnage, notamment avec les récits de l'espion Evan Tanner.
Au milieu des années 1970, il compose deux pastiches inspirés du Nero Wolfe de Rex Stout, ayant pour figure centrale Chip Harrisson. Après ce divertissement, il élabore la série du détective privé Matt Scudder et celle du libraire/cambrioleur Bernie Rhodenbarr qui lui apportent la consécration.
De la première série a été tiré les films Huit millions de façons de mourir (1986) par Hal Ashby avec Jeff Bridges dans le rôle de Matt Scudder et Rosanna Arquette et Balade entre les tombes (2014) par Scott Frank, avec Liam Neeson dans le rôle de Matt Scudder, et Dan Stevens.  D'un roman Le Monte-en-l'air dans le placard de la deuxième série, le film La Pie voleuse (Burglar) (1987) de Hugh Wilson avec Whoopi Goldberg.
Block a publié quelques romans policiers sous le pseudonyme de Paul Kavanagh.
Il reçoit le Grand Master Award de la Mystery Writers of America en 1994.

## Œuvre

### Romans

#### SérieMatt Scudder
Note : Policier à New York dans les premiers romans, après avoir accidentellement tué une fillette, il démissionne et devient détective privé. Dans les premiers épisodes, comme beaucoup de personnages de polars, il boit beaucoup, mais il adhère aux Alcooliques anonymes à la fin de Huit millions de façons de mourir et essaye de vivre sans alcool.
1. The Sins of the Fathers (1976) Publié en français sous le titre Les Péchés des pères, Paris, Seuil, 2000 ; réédition, Paris, Seuil, coll. Points no 950, 2002
2. Time to Murder and Create (1977) Publié en français sous le titre Tuons et créons, c'est l'heure, Paris, Seuil, Policier, 1998 ; réédition, Paris, Seuil, coll. Points no 432, 1997
3. In the Midst of Death (1977) Publié en français sous le titre Au cœur de la mort, Paris, Seuil, Policier, 1998 ; réédition, Paris, Seuil, coll. Points no 768, 2000
4. A Stab in the Dark (1981) Publié en français sous le titre Le Coup du hasard, Paris, Calmann-Levy, 2013
5. Eight Million Ways to Die (1982) Publié en français sous le titre Huit millions de morts en sursis, Paris, Gallimard, Série noire no 1992, 1985 ; réédition sous le titre Huit millions de façons de mourir, Paris, Gallimard, Folio no 2543, 1993 ; réédition, Paris, Gallimard, coll. « Folio policier » no 269, 2002
6. When the Sacred Ginmill Closes (1986) Publié en français sous le titre Le Blues des alcoolos, Paris, Gallimard, Série noire no 2106, 1987
7. Out on the Cutting Edge (1989) Publié en français sous le titre Drôles de coups de canif, Paris, Gallimard, Série noire no 2245, 1990
8. A Ticket to the Boneyard (1990) Publié en français sous le titre Un ticket pour la morgue, Paris, Gallimard, Série noire no 2289, 1992
9. A Dance at the Slaughterhouse (1991) Publié en français sous le titre Une danse aux abattoirs, Paris, Gallimard, Série noire no 2310, 1992 ; réédition, Paris, Gallimard, coll. « Folio policier » no 180, 2000
10. A Walk Among the Tombstones (1992) Publié en français sous le titre La Balade entre les tombes, Paris, Seuil, Policier, 1994 ; réédition, Paris, Seuil, coll. Points no 105, 1995 ; réédition, Paris, Gallimard, coll. Série noire, 2014 ; réédition, Paris, Gallimard, coll. « Folio policier » no 845, 2018
11. The Devil Knows You're Dead (1993) Publié en français sous le titre Le diable t'attend, Paris, Seuil, Policier, 1996 ; réédition, Paris, Seuil, coll. Points no 282, 1996
12. A Long Line of Dead Men (1994) Publié en français sous le titre Tous les hommes morts, Paris, Seuil, Policier, 1996 ; réédition, Paris, Seuil, coll. Points no 389, 1997
13. Even the Wicked (1997) Publié en français sous le titre Même les scélérats..., Paris, Seuil, Policier, 1997 ; réédition, Paris, Seuil, coll. Points no 555, 1998
14. Everybody Dies (1998) Publié en français sous le titre Ils y passeront tous, Paris, Seuil, Policier, 1999 ; réédition, Paris, Seuil, coll. Points no 793, 2000
15. Hope to Die (2001) Publié en français sous le titre Trompe la mort, Paris, Seuil, Policier, 2002 ; réédition, Paris, Seuil, coll. Points no 1070, 2003
16. All the Flowers Are Dying (2005) Publié en français sous le titre Les fleurs meurent aussi, Paris, Seuil, Policier, 2006 ; réédition, Paris, Seuil, coll. Points no 1693, 2007
17. A Drop of the Hard Stuff  (2011) Publié en français sous le titre Entre deux verres, Paris, Calmann-Levy, 2011
18. The Night and the Music (2011), recueil de nouvelles Publié en français sous le titre La Musique et la Nuit, Paris, Calmann-Levy, 2015

#### SérieBernie Rhodenbarr
Note : Libraire de jour, Bernie est cambrioleur la nuit. Contrairement à Matt Scudder, il reste le même jeune homme joyeux dans tous les récits. Il est accompagné dans ses aventures par Carolyn Kaiser, toiletteuse pour chien de son état et lesbienne trop souvent esseulée.
La série compte également trois nouvelles : "Like a Thief in the Night" (1983), "The Burglar Who Dropped In On Elvis" (1990), and "The Burglar Who Smelled Smoke" (1997). On regrettera le non-respect de l'unicité des titres dans les traductions françaises.
1. Burglars Can't Be Choosers (1977) Publié en français sous le titre Le Tueur du dessus, Paris, Gallimard, Super noire no 109, 1978
2. The Burglar in the Closet (1978) Publié en français sous le titre Le monte-en-l'air dans le placard, Paris, Gallimard, Super noire no 130, 1979
3. The Burglar Who Liked to Quote Kipling (1979) Publié en français sous le titre Vol et Volupté, Paris, Gallimard, Série noire no 1836, 1981
4. The Burglar Who Studied Spinoza (1980) Publié en français sous le titre La Spinoza Connection, Paris, Seuil, Policier, 1998 ; réédition, Paris, Seuil, coll. Points no 648, 1999
5. The Burglar Who Painted Like Mondrian (1983) Publié en français sous le titre Le voleur qui aimait Mondrian, Paris, Gallimard, Série noire no 2403, 1995
6. The Burglar Who Traded Ted Williams (1994) Publié en français sous le titre Le Blues du libraire, Paris, Seuil, Policier, 1997 ; réédition, Paris, Seuil, coll. Points no 533, 1998
7. The Burglar Who Thought He Was Bogart (1995) Publié en français sous le titre Le Bogart de la cambriole, Paris, Seuil, Policier, 1999 ; réédition, Paris, Seuil, coll. Points no 888, 2001
8. The Burglar in the Library (1997) Inédit en français
9. The Burglar in the Rye (1999) Publié en français sous le titre Les Lettres mauves, Paris, Seuil, Policier, 2001 ; réédition, Paris, Seuil, coll. Points no 1048, 2002
10. The Burglar on the Prowl (2004) Publié en français sous le titre Le Cambrioleur en maraude, Paris, Seuil, Policier, 2005 ; réédition, Paris, Seuil, coll. Points no 1497, 2006
11. The Burglar Who Counted the Spoons (2013) Publié en français sous le titre Le Voleur qui comptait les cuillères, Paris, Gallimard, Série noire, 2016 ; réédition, Paris, Gallimard, coll. « Folio policier » no 874, 2019

#### SérieEvan Tanner
Note : L'agent secret Evan Tanner a perdu la faculté de dormir pendant la guerre de Corée.
1. The Thief Who Couldn't Sleep (1966) Publié en français sous le titre Le Voleur insomniaque, Paris, Gallimard, Série noire no 1141, 1967 ; réédition, Paris, Gallimard Carré noir no 519, 1984
2. The Canceled Czech (1966) Publié en français sous le titre Annulez le Tchèque !, Paris, Gallimard, Série noire no 1159, 1967
3. Tanner's Twelve Swingers (1967) Publié en français sous le titre Haute voltige, Paris, Gallimard, Série noire no 1221, 1968
4. The Scoreless Thai (ou Two for Tanner) (1968) Publié en français sous le titre Beau doublé pour Tanner, Paris, Gallimard, Série noire no 1227, 1968 ; réédition, Paris, Gallimard Carré noir no 575, 1986
5. Tanner's Tiger (1968) Publié en français sous le titre Faites sauter la reine !, Paris, Gallimard, Série noire no 1248, 1968
6. Here Comes a Hero (1968) Inédit en français
7. Me Tanner, You Jane (1970) Inédit en français
8. Tanner on Ice (1998) Publié en français sous le titre La Longue Nuit du sans-sommeil, Paris, Seuil, Policier, 2001 ; réédition, Paris, Seuil, coll. Points no 1017, 2002

#### SérieChip Harrison
Note : La série est écrite à la première personne et fut d'abord publiée sous le pseudonyme de Chip Harrison. Les deux premiers volumes de la série, No Score ( En français chez Albin Michel traduit par Robert Latour) et Chip Harrison Scores Again, romans comiques non policiers et inédits en français, content les efforts obsessionnels d'un Harrisson de dix-sept ans pour perdre sa virginité.
1. Make out with murder (1974) Publié en français sous le titre Meurtres à l'amiable, Paris, Gallimard, Série noire no 1971, 1984
2. The topless tulip caper (1975) Publié en français sous le titre L'Aquarium aux sirènes, Paris, Gallimard, Série noire no 1975, 1984

#### SérieKeller
Note : Collectionneur de timbres plutôt passionné, Keller gagne sa vie comme assassin professionnel.
La série compte aussi plusieurs nouvelles, pour la plupart intégrées dans les différents romans.
1. Hit Man (1998) Publié en français sous le titre L'Amour du métier, Paris, Seuil, Policier, 2000 ; réédition, Paris, Seuil, coll. Points no 909, 2001
2. Hit List (2000) Publié en français sous le titre Le Pouce de l'assassin, Paris, Calmann-Levy, 2012
3. Hit Parade (2006) Publié en français sous le titre Le Blues du tueur à gages, Paris, Seuil, Policier, 2007 ; réédition, Paris, Seuil, coll. Points no 2027, 2008
4. Hit and Run (2007) Publié en français sous le titre Keller en cavale, Paris, Seuil, Policier, 2010 ; réédition, Paris, Seuil, coll. Points no 2659, 2011
5. Hit Me (2013) Publié en français sous le titre Tue-moi, Paris, Gallimard, Série noire, 2017 ; réédition, Paris, Gallimard, coll. « Folio policier » no 902, 2020

#### Autres romans
- $20 Lust (ou Cinderella Sims) (1961) Publié en français sous le titre Cendrillon, mon amour, Paris, Seuil, Policier, 2003 ; réédition, Paris, Seuil, coll. Points no 1240, 2004
- Death Pulls a Doublecross (ou Coward's Kiss) (1961) Publié en français sous le titre L'Étouffe-serviette, Paris, Gallimard, Série noire no 743, 1962
- Mona (ou Sweet Slow Death ou Grifter's Game) (1961) Publié en français sous le titre Y a qu'à se baisser..., Paris, Gallimard, Série noire no 687, 1962 ; réédition, Paris, Gallimard Carré noir no 532, 1985
- Markham (ou You Could Call It Murder) (1961)
- Pads Are for Passion (ou A Diet of Treacle) (1961) , signé Sheldon Lord
- Fidel Castro Assassinated (ou Hard Case Crime ou Killing Castro) (1961), signé Lee Duncan
- The Girl with the Long Green Heart (1965)Publié en français sous le titre Arnaque à l'hectare, Paris, Gallimard, Série noire no 1099, 1967
- Deadly Honeymoon (1967) Publié en français sous le titre Lune rouge, Paris, Gallimard, Série noire no 1189, 1968
- After the First Death (1969) Publié en français sous le titre Le Nœud coulant, Paris, Gallimard, Série noire no 1304, 1969Réédité en français sous le titre Et de deux …, Paris, Calmann-Levy, 2014
- The Specialists (1969) Publié en français sous le titre Sacrés lascars !, Paris, Gallimard, Série noire no 1333, 1970
- Ronald Rabbit Is a Dirty Old Man (1971)
- Ariel (1980) Publié en français sous le titre Ariel, Paris, Baleine noire, 2007
- Random Walk (1988) Publié en français sous le titre Errance, Paris, Gallimard, Série noire no 2583, 2000
- Enough Rope: Collected Stories (2002)
- Small Town (2003) Publié en français sous le titre Lendemains de terreur, Paris, Seuil, Policier, 2004 ; réédition, Paris, Seuil, coll. Points no 1345, 2005
- My Blueberry Nights (2007)
- Lucky at Cards (2007) Publié en français sous le titre Heureux au jeu, Paris, Seuil, Policier, 2009 ; réédition, Paris, Seuil, coll. Points no 2398, 2010
- Getting Off, A novel of Sex and Violence  (2011)

#### Roman signé Lesley Evans
- Strange Are the Ways of Love (1959) Crest Book S336

#### Romans signés Paul Kavanagh
- Such Men Are Dangerous (1969) Publié en français sous le titre De tels hommes sont dangereux, Paris, Gallimard, 1974
- The Triumph of Evil (1971)
- Not Comin' Home to You (1974)

### Recueils de nouvelles
- Sometimes They Bite (1983) Publié en français sous le titre Des fois, ça mord, Paris, Gallimard, Série noire no 1997, 1985
- The Burglar in Short Order (Série Bernie Rhodenbarr)

### Nouvelles traduites en français
- Je sais comment les choisir, 2016 ((en) I Know How to Pick ’Em, 2013)Parue dans l'anthologie Dangerous Women aux éditions J'ai lu

### Mémoires
- Step by Step: A Pedestrian Memoir (2009)